# Abisso (opéra)
Personnages
- Hanno, baron germanique
- Vito Krainach, écuyer d'Hanno
- Anselmo, pasteur âgé
- Gisca, petite fille d'Anselmo
- Mariela, sœur de Gisca
- Un frère

Abisso est un opéra en trois actes d'Antonio Smareglia sur un livret de Silvio Benco. Il a été joué pour la première fois à la Scala de Milan le 10 février 1914 sous la direction de Tullio Serafin.

## Historique
La première a été un énorme succès (« Les applaudissements avaient quelque chose d'une apothéose »). Il s'agit de la dernière œuvre de Smareglia (à l'exception de Pittori fiamminghi, qui n'est qu'une révision de Cornill Schut, une œuvre précédente).
L'œuvre se distingue « par une savoureuse variété de rythmes et de couleurs orchestrales, ravivée par une instrumentation riche mais non surchargée ». Le langage de l'orchestre, dont la présence est constante, est fondamental dans chaque épisode de l'opéra et peut avoir tendance à couvrir les voix. La ligne mélodique du chant se fond dans le commentaire orchestral. Les moments les plus intenses se retrouvent dans le deuxième acte (dans le duo entre Gisca et le frère) et dans la partie finale, qui met en scène l'affrontement entre Gisca et Mariela et le combat entre les insurgés lombards et les envahisseurs.
Pour la création à Trieste en 1926, dans une région sortie traumatisée par la guerre récente, Smareglia a revu la partie finale de la mort de Hanno.

## Rôles
| Rôle                          | Voix    | Distribution lors de la première, 10 février 1914 Direction : Tullio Serafin |
| ----------------------------- | ------- | ---------------------------------------------------------------------------- |
| Hanno, baron germanique       | ténor   | Icilio Calleja                                                               |
| Vito Krainach, écuyer d'Hanno | baryton | Emilio Bione (it)                                                            |
| Anselmo, pasteur âgé          | basse   | Berardo Berardi (it)                                                         |
| Gisca, petite fille d'Anselmo | soprano | Tina Poli-Randaccio (it)                                                     |
| Mariela, sœur de Gisca        | soprano | Claudia Muzio                                                                |
| Un frère                      | basse   |                                                                              |

## Argument

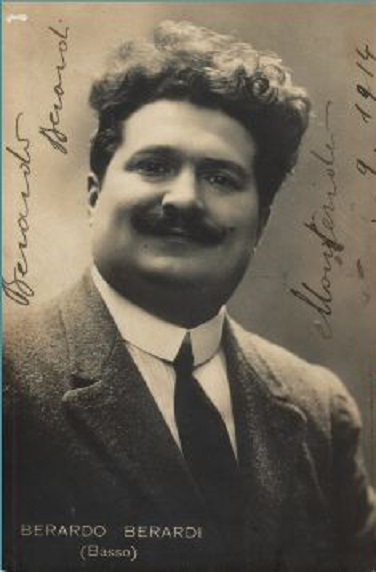
Berardo Berardi

L'histoire se déroule entre 1175 et 1176, lors de la cinquième descente en Italie de Frédéric Barberousse. La bataille de Legnano en 1176 a vu la Ligue lombarde défaire l'Empereur.
L'opéra est un "poème patriotique, dans lequel est inséré un drame d'amour et de jalousie entre deux sœurs amoureuses d'un homme du camp ennemi".

### Acte I
Hanno, un baron germanique, venu en l'Italie à travers les Alpes, a pris possession avec ses soldats de la hutte du vieux pasteur Anselmo, qui vit avec ses deux petites-filles Mariela et Gisca. Mariela est attirée par Hanno, mais il essaie de conquérir Gisca, qui le refuse d'abord puis lui cède après ses approches violentes. Il jure qu'elle sera sienne pour toujours. Il donne Mariela à son écuyer Vito. Les deux femmes sont ainsi emmenées.

### Acte II
Dans un château d'un village lombard, Hanno en a vite assez de Gisca et essaie de reprendre Mariela à Vito, ignorant que les Lombards se préparent à les sauver. Gisca, jalouse, écoute les suggestions d'un frère qui profite de sa colère et lui conseille de tuer Hanno pour éliminer un oppresseur. Mais au dernier moment, Gisca manque de courage pour faire ce geste. Un combat s'ensuit entre Gisca, Mariela et Hanno, à la fin duquel Gisca appelle ses concitoyens qui entre-temps prennent d'assaut le château et tuent Vito. Hanno et les deux femmes sont capturés et emprisonnés dans une tour.

### Acte III
Les Lombards ont vaincu les envahisseurs. Gisca est folle de douleur. Lorsqu'il se rend compte que son peuple a été vaincu, Hanno tente désespérément de s'échapper de la tour où il est emprisonné, profitant de la corde qui sert à sonner la cloche de la tour. Dans sa tentative d'évasion, Hanno rencontre Mariela qui veut s'enfuir avec lui. Gisca jette ensuite Mariela en bas de la tour. Gisca disparaît et dans un élan de lucidité revient pour jurer à Hanno l'amour éternel. Il la rejette alors que les Lombards se précipitent alertés par la chute de Mariela et il est ainsi mortellement blessé, et meurt en délirant dans les bras de Gisca.

## Discographie
- CD10383 Smareglia Abisso - Trieste, 17 janvier 1979, cond. Gianfranco Masini, Gisca-Rita Orlandi-Malaspina, Mariela-Ileana Meriggioli, Hanno-Amadeo Zambon, Un frate-Aldo Protti, Vito-Ermanno Lorenzi, Anselmo-Carlo de Bortoli, Un camanaro-Dario Zerial, Una voce-Lucio Rolli